# Vallerotonda
Vallerotonda là một đô thị thuộc tỉnh Frosinone vùng Latium nước Ý. Đô thị này có diện tích 59 km², dân số năm 2001 là 1854 người.
Đô thị này có làng trực thuộc: Valvori, Cerreto, Cardito.